# Oscar pompier par amour
Oscar pompier par amour est un film muet français réalisé par Louis Feuillade, sorti en 1913.

## Fiche technique
- Réalisation : Louis Feuillade
- Société de production : Société des Etablissements L. Gaumont
- Format : Film muet - Noir et blanc  - 1,33:1 - 35 mm
- Métrage : 150 m
- Genre : Comédie
- Date de sortie : 
  - France : 18 décembre 1913

## Distribution
- Léon Lorin : Oscar